# Aleksander Orłowski

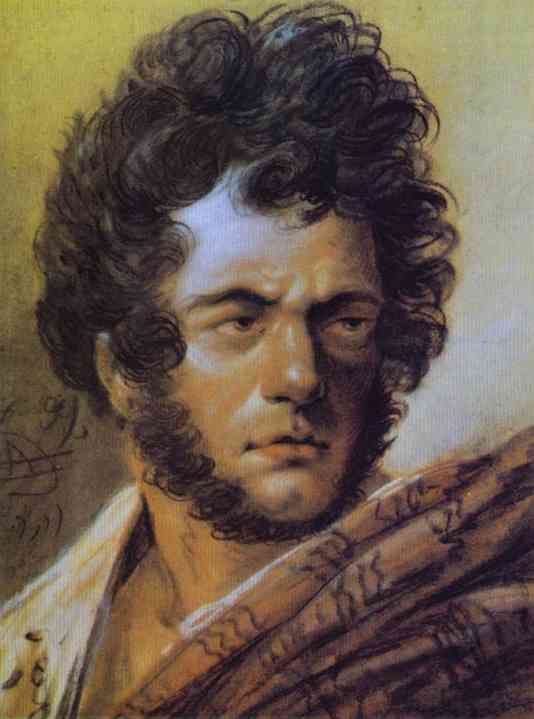
Aleksander Orłowski, zelfportret.

Aleksander Orłowski (Warschau, 9 maart 1777 - Sint-Petersburg, 13 maart 1832) was een Pools kunstschilder en lithograaf.

## Leven en werk
Orłowski was de zoon van een aristocratische maar verarmde hotelier in het toentertijd door Rusland bezette Polen. Al op jeugdige leeftijd werd zijn artistieke talent opgemerkt door de Poolse prinses Izabela Czartoryska, die een atelierplaats voor hem regelde aan het hof van haar familie, bij Jean-Pierre Norblin. 
Orłowski was een fervent aanhanger van de nationalistische beweging die streed voor Poolse onafhankelijkheid en liet dat thema veelvuldig terugkeren in zijn werk. Goed voorbeeld is De slag tussen de Russen en het leger van Kościuszko in 1801, een episode in de strijd tussen de Poolse rebellen onder leiding van Tadeusz Kościuszko en hun Russische overheersers. Ook Orłowski was vrijwilliger in het leger van Kościuszko. Hun strijd was echter geen succes en na de Poolse Delingen, waarbij Polen werd opgedeeld tussen Rusland, Pruisen en Oostenrijk, vertrok Orłowski naar Rusland, waar hij zich vestigde in Sint-Petersburg, in dienst trad bij Constantijn Pavlovitsj van Rusland en lid werd van de Russische Kunstacademie.
Als lid van Kościuszko's rebellenleger bereisde Orłowski grote delen van Litouwen, Rusland en later weer Polen, waarbij hij naast zijn militaire werken ook veel portretten en genrewerken schilderde van werkende mensen en hun strijd in het dagelijks leven. Hij gebruikte diverse materialen, waaronder krijt, houtskool, potlood, olieverf en waterverf. Later, in Rusland, maakte hij vooral naam als een pionier op het gebied van de lithografie.

## Galerij

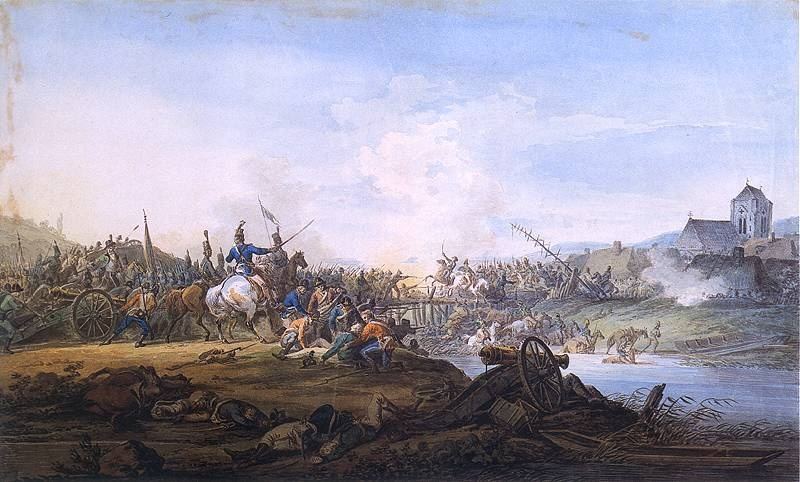
De slag tussen de Russen en het leger van Kościuszko in 1801
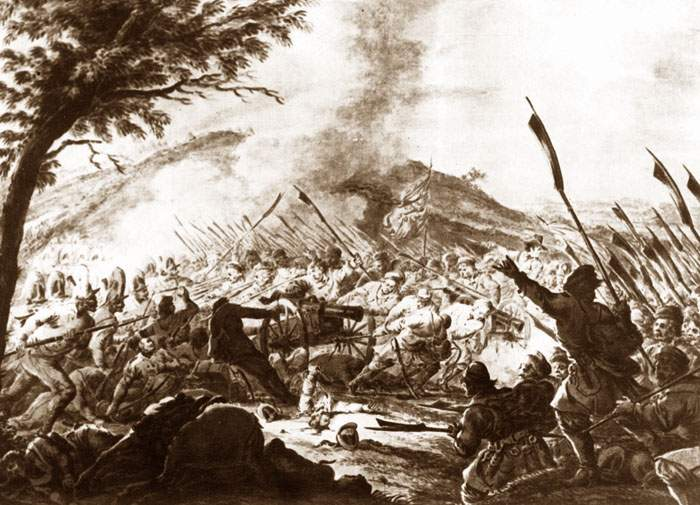
Slag bij Racławice, litho
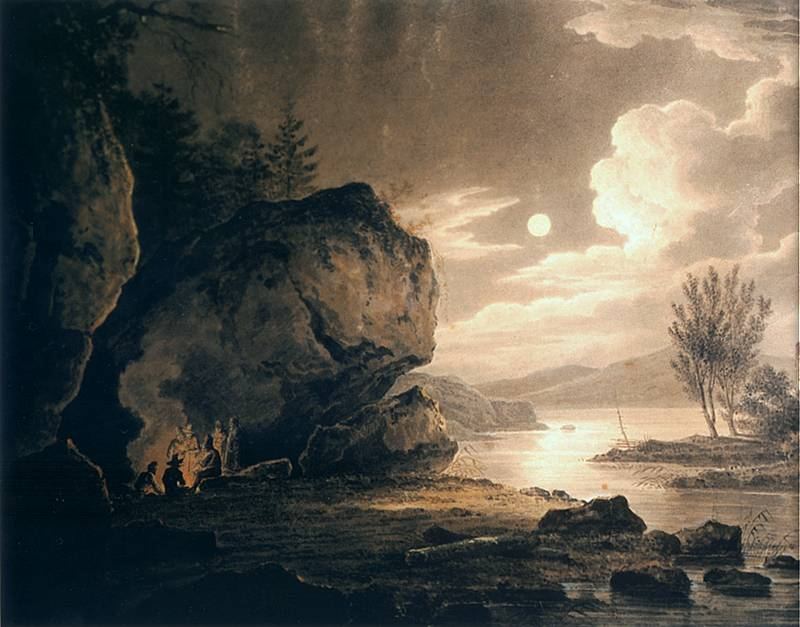
Landschap met water, gouache